# 俄勒冈城
俄勒冈城（Oregon City）是美国在落基山脉以西设立的第一个城市，位于俄勒冈州，是克拉克默斯县的县治，2000年普查人口25,754，2006年估计人口29,540人。

## 友好城市
- 日本立科町